# Стадион Ролан Гарос
Стадион Ролан Гарос (фр. Stade de Roland Garros) је тениски терен који се налази у југозападном делу Париза и дом је Отвореног првенства Француске, једног од четири гренд слем турнира, који са игра сваке године у мају и јуну.

## Историја
Стадион је добио име по Ролану Гаросу, француском авијатичару и војном пилоту из Првог светског рата, који је 23. септембра 1913. постао први човек који је прелетео преко Средоземног мора.
Стадион „Ролан Гарос” је изграђен као резултат победе Француза у Дејвис купу 1927. године, играли су популарна „четири мускетара” — Жак Бриунон, Жан Боротра, Анри Коше и Рене Лакост. Стадион је изграђен 1928. за потребе финала Дејвис купа Француска—САД и већ тада је имао 15.000 места, јер је домаћин хтео да Американце дочека грандиозно. До тада у Паризу није било тениских стадиона, а Французи су добили да организују финале јер су годину дана раније победили до тада неприкосновене америчке тенисере на њиховом терену у Филаделфији. Комплекс има површину од 8,5 хектара и укупно има двадесет терена, укључујући три стадиона великог капацитета. У његовом склопу је велики ресторан и бар; ВИП простор и простор за новинаре. Такође у склопу објекта се налази мултимедијални музеј историје тениса.
Највећи стадион у оквиру комплекса је Филип Шатрије капацитета 14.840 места, а други по величини је стадион Сузан Ленглен капацитета 10.068 места. За разлику од осталих гренд слемова и њихових терена, на Ролан Гаросу није изграђен кров на стадионима, што представља проблем јер се прекидају мечеви због падавина и других временских непогода. Од 2020. године, организатори су ипак поставили кров на највећем стадиону Филип Шатрије.